# Distretto di Arapa
Il distretto di Arapa è un distretto del Perù, facente parte della provincia di Azángaro, nella regione di Puno.